# Paroisse de Grand-Sault
Ne doit pas être confondu avec Grand-Sault.
La paroisse de Grand-Sault est à la fois une paroisse civile et un ancien district de services locaux (DSL) canadien du comté de Victoria, située à l'ouest du Nouveau-Brunswick. Dans le cadre de la réforme de la gouvernance locale du 1er janvier 2023, le DSL a été fusionné à la ville de Grand-Sault.

## Toponyme
La paroisse est nommée ainsi d'après les chutes d'eau de Grand-Sault. Les Malécites appelaient l'endroit Chibunikabit, ce qui signifie endroit destructeur ou géant destructeur, probablement en référence à la légende selon laquelle une jeune malécite, Malabeam, conduit des Mohawks à leur perte dans les chutes. Les chutes furent appelées successivement le Grand Sault Saint-Jean Baptitste (1688), Checanekepeag (1689), Grand chutes de Saint-Jean (1762) puis Grand Sault. Grand-Sault est avec Beaubassin-Est la seule municipalité au Nouveau-Brunswick ayant un nom officiellement bilingue, c'est-à-dire que le nom anglais Grand Falls peut être utilisé.

## Géographie
La paroisse de Grand-Sault est délimitée au nord par la ville de Grand-Sault, à l'est par le fleuve Saint-Jean, au sud par la rivière Aroostook et à l'ouest par l'état américain du Maine (Comté d'Aroostook).
C'est une région de collines et de plateaux.
La rivière Aroostook se jette en rive droite du fleuve Saint-Jean au sud-est du territoire.
Le ruisseau Limestone, qui draine une grande partie du territoire et une petite partie du Maine, se déverse dans l'Aroostook. Les principaux affluents de ce cours d'eau sont le ruisseau Gillepsie et le ruisseau Four Falls (des Quatre Chutes). Les principaux lacs situés le long du ruisseau Limestone sont les lacs Piries, McCullion, Mud et Costigan.
Les ruisseaux suivants se déversent dans le fleuve, d'amont en aval : le ruisseau du Rapide de Femmes, le ruisseau Boutot, le ruisseau Streets et le ruisseau Mill.
Il y a des chutes d'eau à l'embouchure du ruisseau Limestone et des rapides le long du fleuve, dont les rapides de Femmes, au nord.
Il y a plusieurs petits marais, en particulier dans la vallée du ruisseau Limestone.
Grand-Sault comprend les hameaux suivants : Bas California, Bas-Portage, California, Cliffordvale, Costigan, Four Falls, Haut California, McCluskey, Morrell, Ortonville, Portage de Grand-Sault, Undine, Gillepsie Settlement. Ils sont pour la plupart d'apparence rurale et comptent tous moins de quelques dizaines de maisons.
La paroisse de Grand-Sault est généralement considérée comme faisant partie de l'Acadie.

## Histoire
De nombreux artéfacts ont été découverts près des chutes, signifiant la présence d'un ancien village malécite.
La concession de French Location est faite à des familles acadiennes en 1814, à la pointe entre la rivière Aroostook et le fleuv ; les terres ne sont pas occupées et les Acadiens se rendent au Madawaska.
Gillepsie Settlement est un établissement agricole fondé par des Irlandais vers 1845. Four Falls est fondé avant 1849 par des colons d'origines diverses ; un moulin y est construit. L'établissement est un échec et la plupart s'établissent par la suite près de la frontière américaine, au nord de la paroisse. C'est ainsi que California est fondé après 1849 par des colons originaire de Four Falls.
La paroisse fut créée en 1852, à partir d'une portion de la paroisse d'Andover. Grand-Sault étant l'une des trois seules municipalités du Nouveau-Brunswick à ne pas faire partie d'une paroisse civile, la paroisse n'a donc aucun rapport, administrativement parlant.
La municipalité du comté de Victoria est dissoute en 1966. La paroisse de Grand-Sault devient un district de services locaux en 1967.

## Démographie
| 2011  | 2016  |
| ----- | ----- |
| 4 201 | 4 221 |

## Administration

### Comité consultatif
En tant que district de services locaux, la paroisse de Grand-Sault est en théorie administré directement par le Ministère des Gouvernements locaux du Nouveau-Brunswick, secondé par un comité consultatif élu composé de cinq membres dont un président. Il n'y a actuellement aucun comité consultatif.

### Commission de services régionaux
La paroisse de Grand-Sault fait partie de la Région 1, une commissions de services régionaux (CSR) devant commencer officiellement ses activités le 1er janvier 2013. Contrairement aux municipalités, les DSL sont représentés au conseil par un nombre de représentants proportionnels à leur population et leur assiette fiscale. Ces représentants sont élus par les présidents des DSL mais sont nommés par le gouvernement s'il n'y a pas assez de présidents en fonction. Les services obligatoirement offerts par les CSR sont l'aménagement régional, l'aménagement local dans le cas des DSL, la gestion des déchets solides, la planification des mesures d'urgence ainsi que la collaboration en matière de services de police, la planification et le partage des coûts des infrastructures régionales de sport, de loisirs et de culture; d'autres services pourraient s'ajouter à cette liste.

### Chronologie municipale

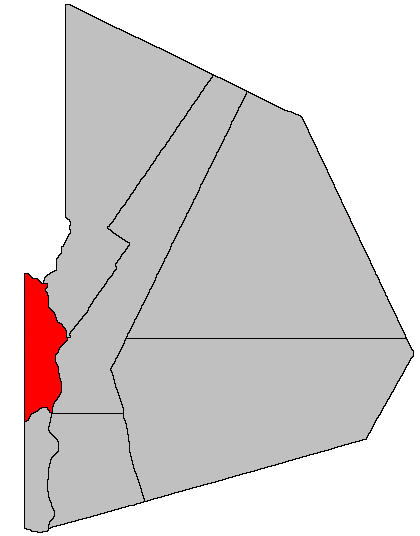
Situation sur une carte des paroisses civiles du comté de Victoria (certains DSL et municipalités ne sont donc pas montrés).

### Représentation et tendances politiques
Nouveau-Brunswick: La partie de la paroisse de Grand-Sault située au nord de la route 375 est comprise dans la circonscription provinciale de Grand-Sault—Drummond—Saint-André, qui est représentée à l'Assemblée législative du Nouveau-Brunswick par Danny Soucy, du Parti progressiste-conservateur. Il fut élu en 2010. La partie située au sud de la route 375 fait plutôt partie de la circonscription provinciale de Victoria-Tobique, qui est représentée par Wes McLean, du Parti progressiste-conservateur. Il fut élu en 2010.
 Canada: La paroisse de Grand-Sault fait partie de la circonscription électorale fédérale de Tobique—Mactaquac, qui est représentée à la Chambre des communes du Canada par Michael Allen, du Parti conservateur. Il fut élu lors de la 39e élection générale, en 2006, et réélu en 2008.

## Économie
Entreprise Grand-Sault, membre du Réseau Entreprise, a la responsabilité du développement économique.
L'économie de la région en centrée sur l'agriculture, dont le principal produit est la pomme de terre.

## Vivre dans la paroisse de Grand-Sault
L'autoroute 2 traverse le territoire du nord au sud. Il y a un chemin de fer, mais plus de trains de passagers.
Le DSL ne possède pas d'écoles. Pour les élèves francophones, les écoles Marie-Immaculée et Sacré-Cœur, de Grand-Sault, accueillent ceux de la maternelle à la 6e année. Les élèves peuvent poursuivre leurs études jusqu'en 12e à la polyvalent Thomas-Albert. Pour les élèves anglophones, l'école John Caldwell de Grand-Sault accueille les étudiants de la maternelle à la 12e année. L'école élémentaire d'Aroostook accueille également les élèves de la maternelle à la 5e année.
Il y a un terrain de golf au sud-ouest.
Le barrage de Tinker est situé sur la rivière Aroostook. Il est opéré conjointement par Énergie NB et WPS Energy.
L'église St. Paul's de Limestone Siding est une église anglicane. L'église St. Patrick, aussi à Limestone Siding, est une église catholique romaine faisant partie du diocèse d'Edmundston.
Le bureau de poste et le détachement de la Gendarmerie royale du Canada le plus proche est à Grand-Sault.
Les francophones bénéficient du quotidien L'Acadie nouvelle, publié à Caraquet, ainsi qu'à l'hebdomadaire L'Étoile, de Dieppe. Ils ont aussi accès à l'hebdomadaire La Cataracte, de Grand-Sault, et aux hebdomadaires Le Madawaska et La République, d'Edmundston. Les anglophones bénéficient des quotidiens Telegraph-Journal, publié à Saint-Jean, et The Daily Gleaner, publié à Fredericton. Ils ont à l'hebdomadaire Victoria Star, publié à Grand-Sault.